# Oleh Wolossowskyj

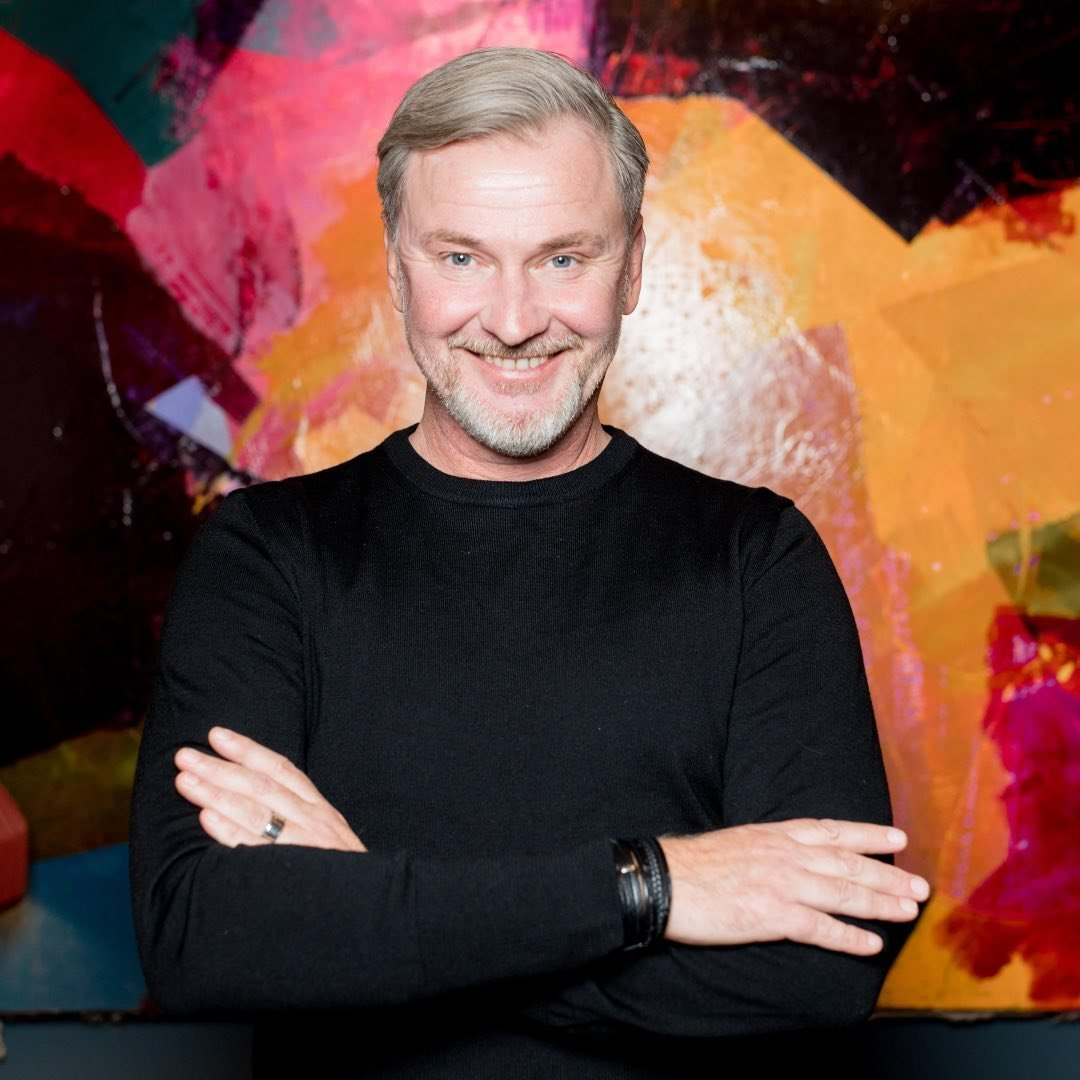
Oleh Wolossowskyj

Oleh Wadymowytsch Wolossowskyj (ukrainisch Олег Вадимович Волосовський; * 26. Januar 1971 in Kiew) ist ein ukrainischer Architekt, Designer, Szenograf und Dozent. Er ist der Gründer von loft buro.

## Frühes Leben
Oleh Wolossowskyj wurde am 26. Januar 1971 in Kiew, Ukraine, geboren. Sein Vater war ursprünglich Elektronikingenieur und arbeitete später im Schmuckbereich. Sein Großvater war ein Beleuchtungsarchitekt, der für die Gasentladungsbeleuchtung der Chreschtschatyk-Straße in Kiew verantwortlich war.
Im Jahr 1994 absolvierte er die Nationale Akademie der Bildenden Künste und Architektur mit einem Abschluss in Architekturdesign. Während des Studiums an der Akademie schuf er zusammen mit seinen Kollegen ihre ersten kleinen Projekte.

## Karriere
1995 begann Oleh Wolossowskyj seine berufliche Laufbahn in der Architektur und gründete Studio 2111 in Kiew. Die Projekte wurden mit den Einrichtungen seiner kleinen Produktion realisiert. Das Studio entwirft Innenräume für Bars, Geschäfte und Unterhaltungszentren.
Später fügte er Requisiten und Kostüme für Zirkusartisten als separates Arbeitsgebiet hinzu. Ein wichtiger Abschnitt war seine Arbeit als Bühnenbildner am Theater von Roman Wiktjuk. Er dekorierte die Bühnen des Palast Ukrajina und des Taras-Schewtschenko-Opernhauses.
Er gestaltete den Raum für die ukrainischen Fernseh-Reality-Shows On Knives, Behind the Glass und Hell's Kitchen.
Im Jahr 2001 wurde das Studio umorganisiert und der Name geändert. Wolossowskyj wurde Gründer und Chefarchitekt von loft buro (Kiew), einem Unternehmen, das sich auf Innendesign für öffentliche und private Räume in der Ukraine und im Ausland spezialisiert hat.
Das Studio ist bekannt für seine Arbeit im kolonialen Loft-Stil, der erstmals in ihren Projekten verwendet wurde, wie zum Beispiel in den Hayloft und East-West Apartments, Chalet Enjoy the Silence, Marokana, Chi, und Ugli Restaurants.
Im Jahr 2023 wurden loft buro Projekte in das Buch UkraineRising (veröffentlicht von Die Gestalten Verlag & Lucia Bondar) aufgenommen, das die Errungenschaften von 70 ukrainischen Kreativen in verschiedenen Branchen präsentiert. Die Werke des Studios werden in internationalen Publikationen veröffentlicht: Elle, ArchDaily, designboom. Projekte sind für internationale und nationale Auszeichnungen nominiert: Dezeen Awards, Frame Awards, SBID, Restaurant & Bar Design Awards.
Nach dem Russischer Überfall auf die Ukraine 2022 begann das Studio, an sozialen Projekten zu arbeiten, darunter modulare Wohnhäuser für Binnenvertriebene und Wohnmodule zur Verbesserung von Wohnungen.